# Metagonia lancetilla
Metagonia lancetilla is een spinnensoort uit de familie trilspinnen (Pholcidae). De soort komt voor in Honduras.